# Sherwood MacDonald
Pour les articles homonymes, voir MacDonald.
Sherwood MacDonald (né le 30 juin 1880 à New York et mort le 25 janvier 1968  à Canoga Park, en Californie) est un réalisateur américain.

## Filmographie

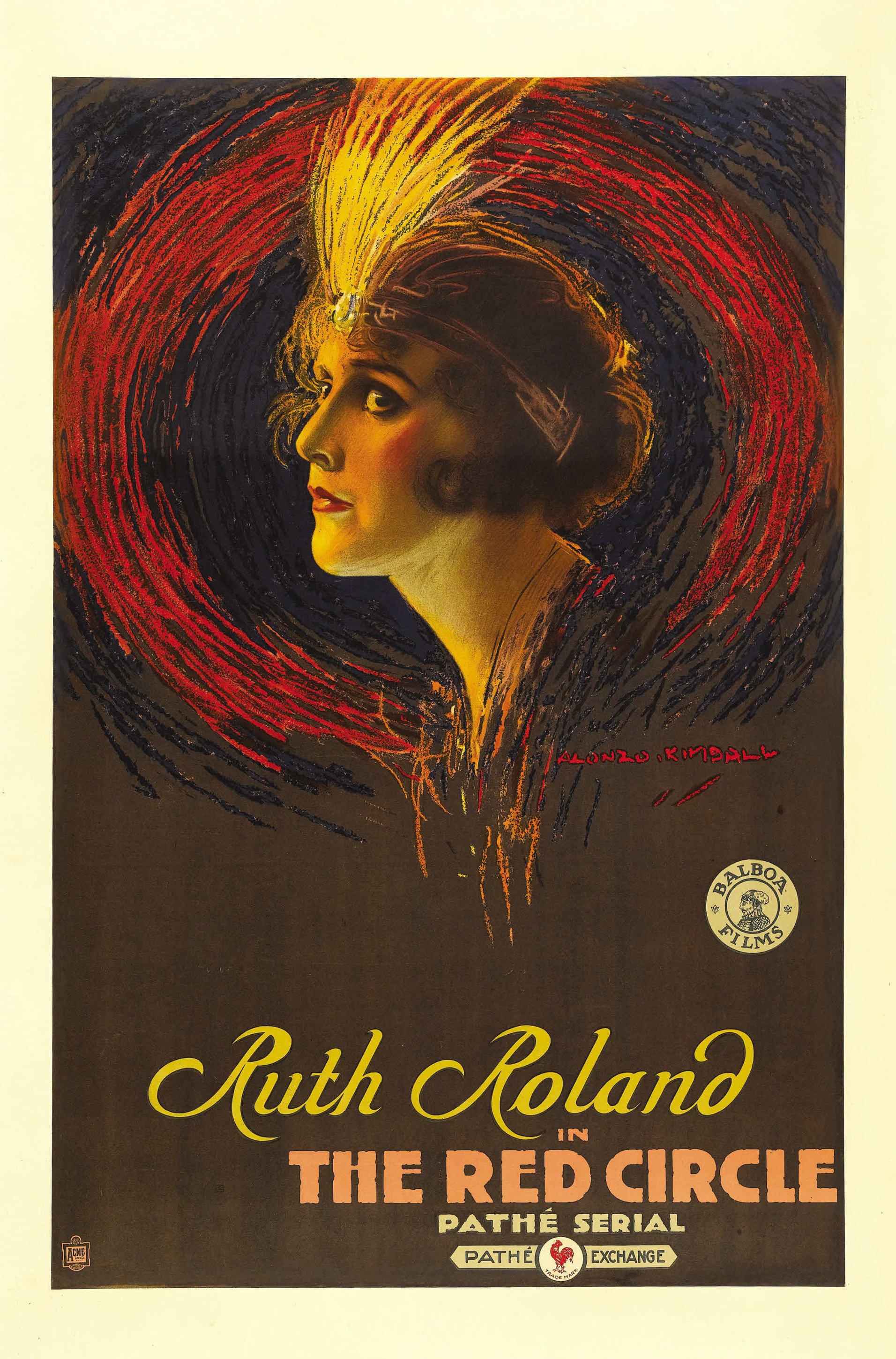
Affiche du Le Cercle rouge (1915).

- 1914 : Ill Starred Babbie (it)
- 1915 : Le Cercle rouge
- 1916 : The Sultana (it)
- 1916 : The Matrimonial Martyr
- 1917 : Bab the Fixer
- 1917 : Betty Be Good (it)
- 1917 : A Bit of Kindling
- 1917 : The Checkmate
- 1917 : The Wildcat
- 1917 : Sunny Jane (it)
- 1917 : Sold at Auction (it)
- 1918 : Little Miss Grown-Up
- 1918 : Miss Mischief Maker
- 1918 : No Children Wanted
- 1919 : Muggsy
- 1921 : Cold Steel
- 1925 : Merry Widower
- 1925 : Hay Fever Time
- 1925 : Moonlight Nights
- 1925 : The Raid
- 1925 : Artist Blues